# Pedicularis koidzumiana
Pedicularis koidzumiana är en snyltrotsväxtart som beskrevs av Tatewaki och Ohwi. Pedicularis koidzumiana ingår i släktet spiror, och familjen snyltrotsväxter. Inga underarter finns listade i Catalogue of Life.